# Николас Арнессон
Николас Арнессон (норв. Nikolás Árnason (ок. 1150 – 7 ноября 1225, Осло, Норвежское королевство) – норвежский средневековый церковный, государственный и политический деятель, военачальник. Епископ Осло с 1190 по 1225 год. Один из основателей и лидеров баглеров – партии, боровшейся за власть в эпоху гражданских войн.
Сводный брат короля Норвегии Инге Харальдссона Горбуна, один из самых влиятельных людей Норвегии на рубеже XII-XIII веков, главный политический оппонент Сверрира Сигурдссона, главный «злодей» саги о Сверрире. Помимо церковной деятельности также проявил себя как военачальник при короле Магнусе Эрлингссоне и его наследниках – Инге Магнуссоне, Эрлинге Магнуссоне и Филиппе Симонссоне. Также владел Сторгеймом (в русском переводе саги – Стодрейм).

## Биография

### На стороне Магнуса Эрлингссона
Родился около 1150 года. Отцом Николаса был Арне (Арни) Иварссон, богатый землевладелец из Сторгейма (в Вестланне; в русском переводе Саги о Посошниках место называется «Стодрейм»). Матерью – Ингрид Рагнвальдсдоттир, внучка шведского короля Инге Старшего. Для Ингрид брак с Арне был третьим, от второго ее брака с Харальдом Гилли Ингрид родила Инге Горбуна, короля Норвегии в 1136—1161 гг., который, соответственно, приходился Николасу сводным братом.
В 1160-х годах Николас воевал на стороне Магнуса Эрлингссона, провозглашенного королем после смерти Инге Горбуна сторонниками покойного короля, против Сверрира Сигурдссона. 27 мая 1180 года в битве при Иллеволене Магнус поручил Николасу Арнессону командование большим отрядом, который должен был напасть на войска биркебейнеров (сторонников Сверрира) с тыла, но этот отряд был остановлен Ульвом, человеком Сверрира. Позднее, согласно саге о Сверрире, отряд Николаса захватил один из вражеских кораблей.
В 1181 году после поражения войск Магнуса у Норднеса король и претендент Сверрир провели переговоры. Николас был в составе посланной Магнусом делегации и, вероятно, одним из ее лидеров, так как выступал первым и говорил «долго и умно». Однако сторонам не удалось договориться, Магнус Эрлингссон отверг требования Сверрира. В 1184 году после гибели Магнуса в решающей битве у Фимрете, Николас начинает церковную карьеру.

### Епископ Осло
Общепринято, что в 1190 году Николас становится епископом Осло. Однако, сага о Сверрире свидетельствует о том, что сперва Николас был претендентом на другой влиятельный пост – епископа в Ставангере. Пост был значим еще и тем, что предыдущий епископ Ставангера, Эйрик Иварссон Слепой получил назначение архиепископом норвежским в Нидарос. На место Эйрика предложили Николаса, но король Сверрир отказал ему в назначении, хотя, по тексту источника, «все были за то, чтобы избрать в епископы Ставангра Николаса сына Арни». Далее Николас якобы написал письмо с прошением королеве Маргарите, которая приходилась ему внучатой племянницей, чтобы она повлияла на мужа. Сверрир согласился на назначение Николаса в Ставангере, но вскоре умер епископ Осло, поэтому Николасу было поручено управление именно этой епархией. Современные исследователи не находят доказательств того, что Николас действительно был избран руководить ставангерской епархией и полагают, что информация об этом могла быть вставлена в сагу, чтобы принизить Николаса, показать его зависимость от короля и королевы.
В начале 1190-х годов Николас становится одним из главных противников короля Сверрира, который в то время активно наседал на церковных лидеров. Из-за этого почти сразу после назначения страну покинул архиепископ Эйрик Иварссон и несколько других епископов. В 1194 году обосновавшийся в Дании Эйрик добился от папы Целестина III отлучения Сверрира от церкви (на что тот через несколько лет ответил подделкой писем о якобы снятии отлучения).
Церковь и богатые землевладельцы продолжали быть главными оппонентами Сверрира. Они объединяются вокруг Сигурда Магнуссона, сына покойного Магнуса V и образовывают партию баглеров (или «посошников», от слова bagall — «епископский жезл/посох»). У истоков этой партии стоял и Николас Арнессон. Восстание сторонников Сигурда проходило в 1193–1194 гг. и закончилось поражением и гибелью претендента на трон. После этого Сверрир взялся за своих оппонентов более жестко – он вызвал к себе Николаса, обвинил его в измене и, несмотря на то, что епископ отвергал обвинения, пригрозил страшными карами. Николас был вынужден поклясться королю в верности и преданности, а позже в числе оставшихся в Норвегии епископов был вынужден проголосовать за избрание епископом Бергена англичанина Мартина, ставленника короля. Также по требованию Сверрира Николас проводит коронацию норвежского монарха, даже несмотря на отлучение его от церкви.

### Война со Сверриром Сигурдссоном
«Мир» между Сверриром и Николасом длился недолго. В 1196 году Николас и другие лидеры баглеров – Сигурд Ярлссон и Рейдар Сендеманн – избрали нового претендента от своей партии, им стал Инге Магнуссон, внебрачный сын Магнуса V и брат покойного Сигурда Магнуссона (при этом, биркебейнеры – сторонники Сверрира – не признали легитимность Инге Магнуссона, называя его не королевским сыном, а датчанином по имени Торгильс Кучка Дерьма). Прибытие Инге в Норвегию означало новый виток гражданской войны. Николас был одним из организаторов Боргатинга, на котором Инге был провозглашен королем. Из текста саги видно, что король Сверрир воспринимал в то время как своего главного врага именно именно Николаса Арнессона. В битве, состоявшейся возле Осло 24 июля 1197 года епископ Николас был одним из командующих: он расставлял полки и произносил вдохновляющую речь перед началом сражения. Однако битва была проиграна, более того, биркебейнерам Сверрира удалось захватить корабль епископа под названием «Книжная Сумка».
Сага о Сверрире возлагает на Николаса ответственность за сожжение Бергена в 1198 году. 18 июня 1199 года флот Сверрира нанес сокрушительное поражение флоту Инге Магнуссона на озере Строндафьорд, и лидеры баглеров были вынуждены скрываться. Николас Арнессон бежал в Данию, где жил до смерти Сверрира Сигурдссона.

### Возобновление войны и перемирие
В 1202 году сын Сверрира Хакон Сверресон, став королем, примирился со многими епископами, которые выдали ему Инге Магнуссона. Претендент на трон был казнен. В 1203 году из Дании в Норвегию вернулся и епископ Николас, также примирившийся с Хаконом. Но после скоропостижных смертей Хакона и его племянника Гутторма Сигурдссона в 1204 году баглеры решают воспользоваться моментом и возобновить борьбу за власть. Николас Арнессон поддержал кандидатуру Эрлинга Магнуссона Стейнвегга, еще одного сына Магнуса V и еще одного брата Сигурда и Инге Магнуссонов. В это время Николас ведет переговоры об оказании помощи с королем Дании Вальдемаром II, а затем организует Хаугатинг, на котором добивается избрания Эрлинга Стейнвегга королем, а своего племянника Филиппа делает ярлом. Сага о Посошниках отмечает могущество епископа Николаса в это время.
Одним из источников богатств баглеров были подати (оброк), которые Николас (и другие богатые землевладельцы) собирал со своих наделов. Сага отмечает, что «Никулас собрал свои подати», а в комментариях к тексту указывается, что речь идет, вероятно, не о церковных сборах – Николас наследовал за своим отцом Арне Иварссоном родовое владение Сторгейм (Стодрейм). Николас остается одним из военных руководителей – в частности, по его решению баглеры оставляют Тёнсберг, не вступая в бой с превосходящими силами врага, а затем участвует в походе на Викен. При этом, Николас снова лишается своего корабля – «Книжной Сумки» (или «Книжной Торбы»), который захватывает ярл Хокон Безумный.
Впоследствии Николас постоянно общается с могущественными и знатными норвежцами в поисках поддержки для претендентов на власть. В 1207 году Эрлинг Стейнвегг умер, и Николас использовал свое могущество, чтобы избрать претендентом на норвежскую корону своего племянника Филиппа Симонссона, который не был связан кровным родством с династией Хорфагеров. Тем не менее, в 1208 году Николас и архиепископ Торир приходят к выводу, что баглерам и биркебейнерам необходимо заключить мир. На переговоры Филипп Симонссон послал именно Николаса. В итоге, в Квитсёй сторонам удалось прийти к соглашению: страна была разделена между королем Хаконом и Филиппом, последний обязался отказаться от использования королевского титула.
Последние годы Николас провел в Осло. Он оставался советником Филиппа Симонссона до его смерти в 1217 году,  а после окончательно присягнул Хакону Хаконссону, что фактически положило конец партии баглеров (хотя часть из них не бросила борьбы, объединившись вокруг Сигурда Риббунга). Епископ занимался укреплением и строительством во вверенной ему епархии. Также осуществил реформу, разделив епархию на деканаты (пробства). Николас Арнессон скончался 7 ноября 1225 года.

## Образ
Одним из главных источников о жизни Николаса Арнессона является Сага о Сверрире, написанная в интересах короля. В тексте Николас предстает как главный антигерой: он подается хитрым, трусливым, коварным и ненадежным, его обвиняют во многих интригах, несчастьях и бедах, в том числе, в решении сжечь Берген в 1198 году. Несмотря на то, что свидетельств участия Николаса в деятельности баглеров после 1217 года нет (часть распущенной партии поддержала Сигурда Риббунга и Кнута Хоконссона), более поздние авторы все равно обвиняли Николаса в поддержке претендентов и соучастии в их мятежах. Негативное восприятие епископа отразилось и в художественной литературе, например, в пьесе Генрика Ибсена «Претенденты» (1863).
Тем не менее, более объективные современники отзывались о Николасе иначе. Например, король Хакон IV, несмотря на то, что Николас долгое время возглавлял силы его врагов, в похоронной речи 1225 года воздал дань уважения мудрости и чести епископа. Современные исследователи заявляют, что, если абстрагироваться от саг, авторам которых было выгодно подать Николаса в дурном свете, в других источниках его негативные черты не прослеживаются. Историк Хальвдан Кут, например, и вовсе считает Николаса не политиком, а в первую очередь священнослужителем, для которого биркебейнеры были не политическими противниками, а угрозой мирному существованию католической церкви в Норвегии.
Впрочем, большинство авторов склонны считать, что в начале XIII века церковное и светское в Скандинавии далеко не всегда четко отделялось друг от друга – высокопоставленный священник вполне спокойно мог совмещать службу с землевладением, государственной деятельностью или руководством армией. Для европейских знатных семей было значимо и выгодно способствовать назначению своих родственников на влиятельные церковные посты, так произошло и в случае с королевским родственником Николасом Арнессоном. Наличие у него церковного сана не отменяло политических интересов и взглядов, которые, в итоге, свелись к осознанию необходимости мира.